# Heng Samrin
Thống tướng Heng Samrin (tiếng Khmer: ហេង សំរិន, tên kèm danh hiệu đầy đủ là Samdech Akeak Moha Ponhea Chakrei Heng Samrin, sinh năm 1934) là chính trị gia của Campuchia.
Heng Samrin sinh tại tỉnh Prey Veng, Campuchia.
Ông trở thành thành viên của phong trào cộng sản Khmer Đỏ lãnh đạo bởi Pol Pot và giữ chức Tư lệnh sư đoàn 4 bộ binh của Khơme Đỏ từ 1976 đến 1978. Tháng 4 năm 1978 ông lãnh đạo cuộc đảo chính Pol Pot nhưng đã sớm thất bại và phải chạy sang Việt Nam vào năm 1978.
Sau khi Việt Nam lật đổ chế độ Pol Pot vào năm 1979, ông đã trở thành Chủ tịch Hội đồng Nhân dân Cách mạng (tương đương với chức Chủ tịch nước) của Cộng hòa Nhân dân Campuchia vừa thành lập. Sau khi Cộng hòa Nhân dân Campuchia chuyển thành Nhà nước Campuchia năm 1989, ông tiếp tục giữ chức vụ Chủ tịch nước trong nhiều năm, tới 1992. Năm 1981 ông trở thành Tổng Bí thư Đảng Nhân dân cách mạng Campuchia.
Từ năm 1991 Heng Samrin là Chủ tịch danh dự Đảng Nhân dân Campuchia. Sihanouk đã phong cho Heng Samrin tước Samdech (ngài) vào năm 1993.
Từ năm 2006 Heng Samrin là Chủ tịch quốc hội Campuchia. Ông được Quốc vương Campuchia Norodom Sihamoni thăng hàm Thống tướng ngày 23 tháng 12 năm 2009. Cùng thăng Thống tướng là các ông Hun Sen và Chea Sim.

## Liên kết
- http://www.seasite.niu.edu/khmer/Ledgerwood/biographies.htm Lưu trữ ngày 3 tháng 4 năm 2009 tại Wayback Machine